# Assassinato de Diely da Silva Maia
Diely da Silva Maia, uma turista de 34 anos de idade natural de Candiba, Bahia, Brasil, e residente em Jundiaí, São Paulo, foi assassinada em 28 de dezembro de 2024, após o veículo de aplicativo em que estava entrar por engano na Favela do Fontela, em Vargem Pequena, Zona Oeste do Rio de Janeiro. Ela havia chegado à cidade horas antes para celebrar o Ano-Novo com amigas.
Apenas no ano de 2024, 18 pessoas foram mortas no Rio de Janeiro, em sua maioria turistas de outras cidades, por entrar por engano em favelas dominadas pelo crime organizado.

## Crime
No trajeto para uma festa na Gávea, o motorista do aplicativo seguiu as orientações do GPS e adentrou inadvertidamente na comunidade do Fontela, uma área controlada por traficantes do Comando Vermelho. Nessa região, criminosos impõem que veículos circulem com vidros abaixados, luz interna acesa e pisca-alerta ligado, medidas desconhecidas pelo motorista, que não cumpriu tais exigências.
Ao perceber o veículo em desacordo com as "regras" locais, um adolescente de 16 anos de idade, associado ao Comando Vermelho e responsável pela segurança da comunidade, efetuou disparos contra o carro. Diely foi atingida no pescoço, resultando em sua morte no local, enquanto o motorista foi baleado nas costas e socorrido posteriormente.
Diely era gerente contábil e fiscal, residia em Jundiaí há cerca de oito anos e estava repetindo a viagem ao Rio de Janeiro que também havia feito no ano anterior. Seu corpo foi sepultado em 31 de dezembro de 2024, no Cemitério Memorial de Candiba, sua cidade natal.

## Investigação
O autor dos disparos foi identificado pela Polícia Civil do Estado do Rio de Janeiro e possui histórico de atos infracionais. O adolescente já havia sido apreendido duas vezes no mesmo ano. Após o crime, ele fugiu para o Complexo da Penha, onde foi acolhido por líderes da facção criminosa Comando Vermelho.